# 말하는 새
《말하는 새》는 1985년 10월 13일에 MBC TV에서 방영되었던 베스트셀러극장이다.

## 출연
- 정승현
- 김윤경
- 정진
- 김희라
- 이영후
- 박웅
- 박경현
- 서권순
- 이수나
- 김석옥
- 박윤배
- 송경철
- 박영규
- 김석옥
- 김명희
- 김정
- 강인덕